# Центральная городская публичная библиотека Краматорского городского совета

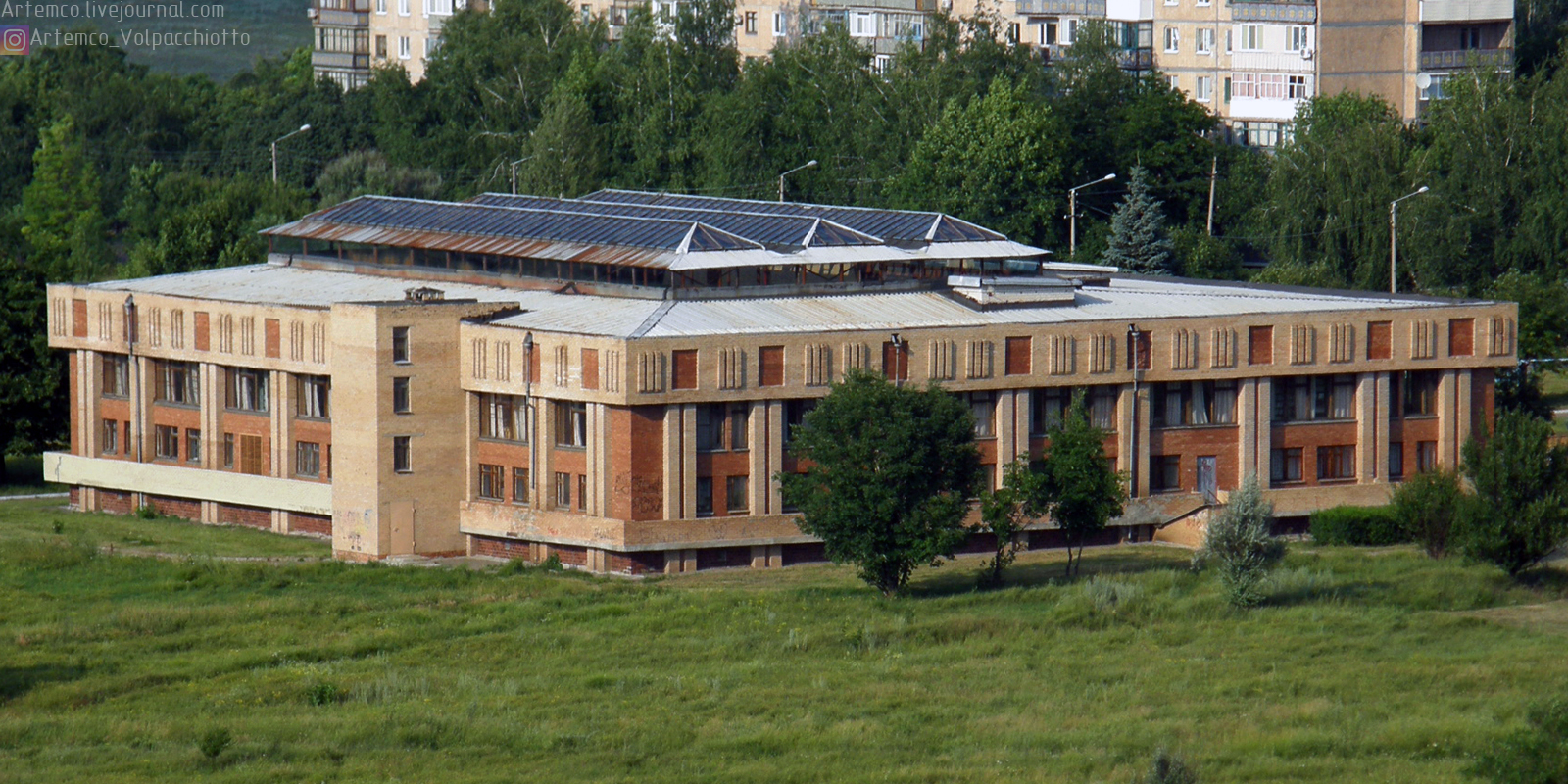

Центральная городская публичная библиотека Краматорского городского совета — библиотека города Краматорска (1937 г.). С 1974 г. возглавляет централизованную систему публичных библиотек, в состав которой входят 14 библиотек-филиалов.
История городской библиотеки для взрослых (такое название имела ЦГПБ) началась с 1937 года. В штате было 3 библиотекаря. Библиотечный фонд составлял около 15 тыс. экземпляров. В основном он пополнялся за счёт даров жителей города — произведения классиков, личные собрания журналов, газет.

## История библиотеки
Центральная библиотека основана в 1937 году. Имя первой заведующей неизвестно, только фамилия — Юрченко. В годы оккупации города фашистами она была расстреляна на Меловой горе. Помещение библиотеки разрушено, частично сгорели книги.
После освобождения города (сентябрь 1943 г.) библиотека была организована в помещении стоквартирного дома на улице Школьной, куда были возвращены книги, спасенные жителями города.
С 1943 года заведующей библиотекой Марией Федоровной (фамилия не восстановлена) и заведующей читальным залом Пустовит Мотроной Марковной осуществлялась ежедневная кропотливая работа по формированию библиотечного фонда городской библиотеки.
В 1944—2015 библиотека носила имя Максима Горького.
К концу 1947 года библиотечный фонд составлял 11469 экземпляров, читателей 1008 человек.
С 1950 года библиотеку возглавила Подгорная (Грызодуб) Вера Григорьевна. Постепенно штат библиотеки расширялся за счет молодых специалистов.
В 1958 году Центральная городская библиотека Краматорска для взрослых переезжает в помещение по ул. Большая Садовая, 60, где с библиотечным фондом 56628 экз. занимает площадь 552 м². Штат составлял 10 человек: заведующая библиотекой, заведующая читальным залом, заведующая абонементом, четыре библиотекаря, три уборщицы.
С января 1959 года в библиотеке организован частично открытый доступ к книжному фонду.
С 1968 года заведующей библиотекой им. Максима Горького была Кривонос Нина Васильевна.
С 1 января 1974 года все государственные библиотеки объединяются в единую централизованную библиотечную систему на базе Центральной библиотеки.
В связи с этим в структуре Центральной городской библиотеки произошли изменения. Возглавила ее директор — Кривонос Нина Васильевна, заведующая отделом комплектования — Дорошенко Клара Антоновна, заведующая отделом книгохранилища Корниенко Татьяна Дмитриевна, заведующая методико-библиографическим отделом Пшеничная Антонина Тимофеевна, заведующая абонементом Миронова Н. М., заведующая читальным залом Коротких Светлана Александровна, старший библиотекарь читального зала Литвинчук Т. А., старший библиотекарь патентно-технического отдела Пазушко В. Г. Организованы были также группы межбиблиотечного абонемента и ЗА, юношеский отдел, отдел иностранной литературы, библиографический отдел, отдел нотно-музыкальной литературы, отдел внестационарного обслуживания.
В 1978 году Центральная библиотека переезжает в новое помещению по улице Парковой, 4. Библиотечный фонд ее составляет 180000 экз., штат — 30 чел.
В 1986 году библиотека переезжает в новое помещение по улице Гвардейцев Кантемировцев, 16 (сейчас Марии Приймаченко). Общая площадь помещения 4200 м², библиотечный штат — 46 работников. Авторы здания: архитекторы В. Е. Роговец (главный архитектор Краматорского отдела «Донбассгражданпроекта»), Чайкина, инженеры: Копылев, Григорова, Фердман, Холина.
Много интересных встреч проходит на занятиях клубов по интересам, в литературно-музыкальной гостиной библиотеки, на занятиях факультатива по истории мирового искусства.
Социологическая служба осуществляет проведение социологических исследований, опросов, анкетирований разных групп читателей.
Автоматизация библиотечно-библиографических процессов — одна из главных задач центральной городской публичной библиотеки. Инициаторами этого направления деятельности стали директор Помоз Елена Григорьевна и её заместитель Мельник Людмила Михайловна.
pdf-версия